# Diamond Sun
Diamond Sun es el segundo álbum de la banda canadiense Glass Tiger. Este fue realsido por Capitol Records el 13 de abril de 1988. Fue Certificada con Double Platinum en Canadá. El álbum fue nominado al Álbum del año por los Premios Juno.

## Lista de canciones
| N.º   | Título                         | Escritor(es)                        | Duración |  |
| 1.    | «Diamond Sun»                  | Alan Frew, Jim Vallance             | 5:22     |  |
| 2.    | «Far Away From Here»           | Alan Frew, Michael Hanson, Sam Reid | 4:08     |  |
| 3.    | «I'm Still Searching»          | Alan Frew, Michael Hanson, Sam Reid | 3:58     |  |
| 4.    | «A Lifetime of Moments»        | Alan Frew, Michael Hanson           | 4:58     |  |
| 5.    | «It's Love U Feel»             | Alan Frew, Sam Reid, Jim Vallance   | 5:32     |  |
| 6.    | «My Song (con The Chieftains)» | Alan Frew, Sam Reid, Jim Vallance   | 3:26     |  |
| 7.    | «(Watching) Worlds Crumble»    | Alan Frew, Sam Reid, Jim Vallance   | 4:53     |  |
| 8.    | «Send Your Love»               | Alan Frew, Michael Hanson           | 4:28     |  |
| 9.    | «Suffer in Silence»            | Alan Frew, Sam Reid                 | 3:35     |  |
| 10.   | «This Island Earth»            | Alan Frew, Michael Hanson, Sam Reid | 6:30     |  |
| 46:54 |                                |                                     |          |  |

## Certificaciones
| País   | Asociación                              | Certificación | Ventas   |
| ------ | --------------------------------------- | ------------- | -------- |
| Canadá | Canadian Recording Industry Association | 3× Platino    | 240 000+ |

## Posiciones en listas

### Sencillos
| 1988                                                     | «I'm Still Searching»          | 2  | 31 | 12 | —  |
| 1988                                                     | «Diamond Sun»                  | 5  | —  | —  | 78 |
| 1988                                                     | «My Song» (con The Chieftains) | 19 | —  | —  | —  |
| 1989                                                     | «(Watching) Worlds Crumble»    | 27 | —  | —  | —  |
| "—" Indica lanzamientos que no estuvieron en los charts. |                                |    |    |    |    |